# Svenska mästerskapen i dressyr 1978
Svenska mästerskapen i dressyr 1978 avgjordes i Stockholm. Tävlingen var den 28:e upplagan av Svenska mästerskapen i dressyr.

## Resultat
| Placering | Ryttare        | Häst       |
| --------- | -------------- | ---------- |
| 1         | Ulla Håkansson | Elymus     |
| 2         | Bo Tibblin     | Caruso     |
| 3         | Karin Karlsson | Miss Piaff |